# Shiki no uta
Shiki no uta (四季の歌, littéralement « Chanson des quatre saisons » ou « Chant des quatre saisons ») est une chanson japonaise écrite et composée par Toyohisa Araki (荒木 とよひさ ou 荒木 豊久, Araki Toyohisa), écrite en 1972, dont les paroles sont en japonais.
Dans cette chanson, les quatre saisons sont une métaphore entre les saisons et les humains.
En raison de la simplicité des paroles et de la répétition de la mélodie, elle a été utilisée pour apprendre le japonais aux étrangers. Elle est connue en Chine sous le nom de Siji zhi ge (chinois : 四季之歌 ; pinyin : sìjì zhī gē), mais est également connue parmi les étudiants en langue japonaise d'Europe et d'Amérique du Nord.

## Interprétations
Elle a été interprétée par différents chanteurs et chanteuses célèbres japonais :
- Tsutomu Aragaki (en) (新垣 勉, Aragaki Tustomu?) ;
- Yumi Inui (いぬい ゆみ, Inui Yumi?), arrangements, Shōji Yokōchi (ja) (横内 章次, Yokōchi Shōji?), single sorti le 25 février 1972[2] ;
- Yūjirō Ishihara (石原 裕次郎, Ishihara Yūjirō?)[3] ;
- Masami Ooishi (ja) (大石昌美, Ooishi Masami?) ;
- Tooru Okada (ja) (岡田 徹, Okada Tooru?)[4] ;
- Tomoko Katayama (片山 知子, Katayama Tomoko?), single sorti en 1972[5], ;
- Yūko Kishi (ja) (岸 洋子, Kishi Yūko?) ;
- Yūko Seri (ja) (芹 洋子, Seri Yūko?)[6] ;
- Natsue Washidu (ja) (鷲津 名都江, Washidu Natsue?) ;
- Sunori Sugaharaya (ja) (菅原やすのり/菅原 保徳, Sugaharaya Sunori?) ;
- Rimi Natsukawa (夏川りみ, Natsukawa Rimi?)[7].

Elle apparaît dans la bande son de l'anime Samurai Champloo interprétée par MINMI et produite par Nujabes,.